# Dasyuris euclidiata
Dasyuris euclidiata är en fjärilsart som beskrevs av Achille Guenée 1858. Dasyuris euclidiata ingår i släktet Dasyuris och familjen mätare. Inga underarter finns listade i Catalogue of Life.